# Хампсикора
Хампсикора, или Гампсикора (лат. Hampsicora) — сардинский аристократ, поднявший в ходе Второй Пунической войны антиримское восстание при поддержке Карфагена.
Карфаген, потерпевший поражение в Первой Пунической войне и ослабленный масштабным восстанием наёмников, в 238—237 годах до н. э. был вынужден уступить Сардинию Римской республике. Согласно Титу Ливию, сарды были недовольны тяжёлым римским гнётом. Сардская знать решила направить посольство к карфагенянам во главе с «самым богатым и влиятельным» Хампсикорой с предложением изгнать малочисленный римский гарнизон, который к тому же находился в ситуации смены командующего. Не исключено, что антиримское движение на Сардинии могло быть инспирировано самими карфагенянами.

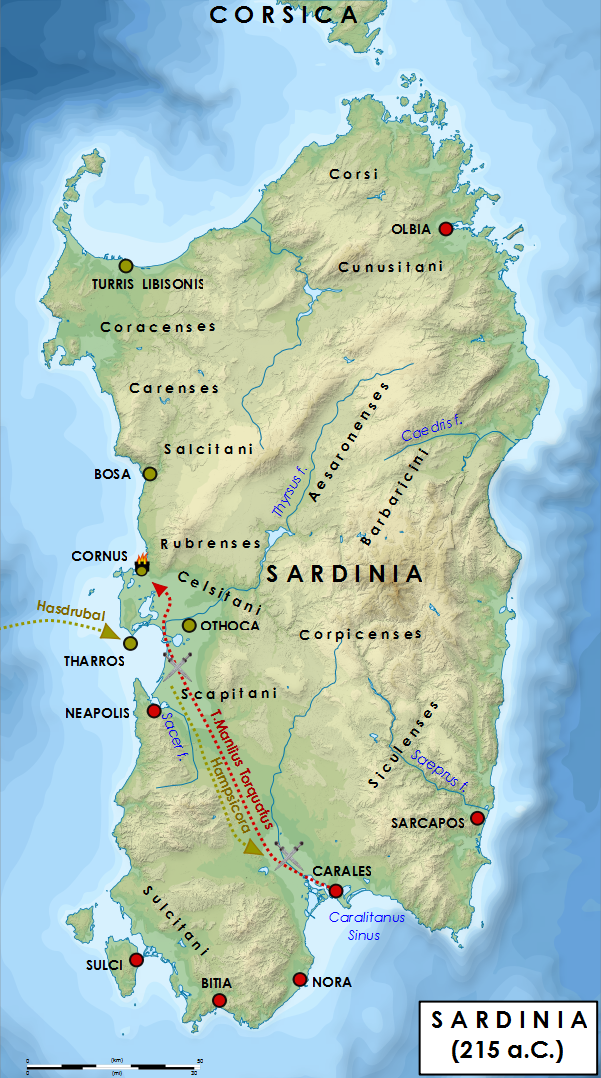
Карта военных действий в ходе восстания Хампсикоры (215 до н. э.)

Карфагенские власти решили воспользоваться представившейся возможностью и направили на Сардинию значительные силы во главе с Гасдрубалом Плешивым. Однако его флот попал в жестокий шторм и был отнесён к Балеарским островам, где вынужден был потратить много времени на ремонт. Когда это известие пришло в Рим, сенат приказал набрать дополнительно 5000 пехотинцев и 400 всадников и направить эти войска под командованием опытного полководца Тита Манлия Торквата на подавление восстания. Переправившись на Сардинию, Манлий приказал вытащить у Каралиса корабли на берег, сформировал из моряков пехотные подразделения, принял под своё командование гарнизон и таким образом получил всего 25 000 пехотинцев и 1200 всадников.
В первом же сражении, которое неосмотрительно завязал с римлянами сын Хампсикоры Гостий (лат. Hostius), сарды были разбиты, потеряв 3000 убитыми и 800 ранеными; остальные, рассеянные по острову, собрались в Корне. Тем временем на Сардинию на помощь восставшим прибыл наконец флот Гасдрубала, и Манлий сначала счёл за благо отступить к Каралису; Гасдрубал и Хампсикора двинулись туда же. Манлий выступил навстречу, карфагеняне и сарды попали в окружение и в ходе 4-часовой битвы были почти полностью уничтожены. В плен попали три крупных карфагенских военачальника: сам Гасдрубал Плешивый и некие Ганнон и Магон (по словам Тита Ливия — Баркид). Гостий пал в бою, а сам Хампсикора, бежавший с несколькими всадниками, узнав об этом, покончил жизнь самоубийством. Римское господство на острове было полностью восстановлено.